# Listen Like Thieves
Listen Like Thieves – piąty album studyjny australijskiego zespołu rockowego INXS. Wydany 14 października 1985 roku przez wytwórnię Atlantic Records.

## Lista utworów
1. „What You Need” (3:35)
2. „Listen Like Thieves” (3:47)
3. „Kiss the Dirt (Falling Down the Mountain)” (3:56)
4. „Shine Like It Does” (3:05)
5. „Good + Bad Times” (2:46)
6. „Biting Bullets” (2:49)
7. „This Time” (3:11)
8. „Three Sisters” (2:27)
9. „Same Direction” (4:58)
10. „One x One” (3:05)
11. „Red Red Sun” (3:32)

## Single
- „This Time” (XI 1985)
- „What You Need” (IV 1986)
- „Listen Like Thieves” (VI 1986)
- „Kiss the Dirt (Falling Down the Mountain)” (VIII 1986)
- „Shine Like It Does” (1986)

## Teledyski
- „This Time”
- „What You Need”
- „Kiss The Dirt (Falling Down the Mountain)”
- „Listen Like Thieves”